# Museo tedesco-russo Berlino Karlshorst
Il Museo tedesco-russo Berlino Karlshorst (Deutsch-Russisches Museum Berlin-Karlshorst) si trova a Berlino nel quartiere di Karlshorst. Il museo contiene una vasta documentazione e oggetti riconducibili ai rapporti tra Germania e URSS tra il 1917 e il 1990.
All'interno del museo sono presenti numerosi oggetti e documenti, all'esterno invece nel giardino dell'edificio principale sono conservati alcuni mezzi corazzati utilizzati durante la seconda guerra mondiale.

## La storia

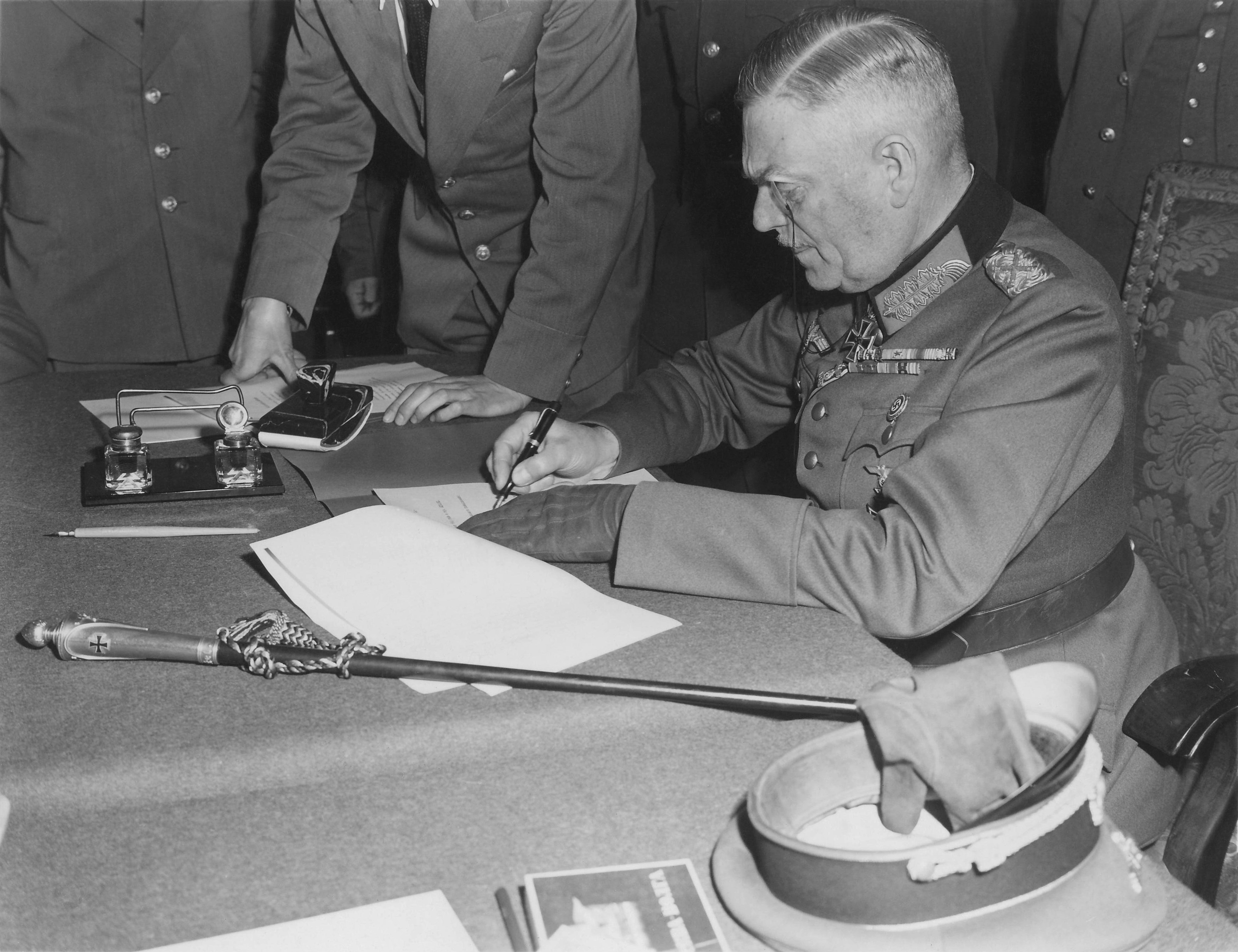
Il feldmaresciallo Keitel firma la resa incondizionata della Germania nazista

L'edificio fu costruito dal 1936 al 1938 e ospitava una mensa della Wehrmacht. Alla fine dell'aprile 1945 fu scelto come sede del comando dell'Armata Rossa. L'edificio è stato teatro della formalizzazione della resa incondizionata l'8 maggio 1945, della Germania nazista con la firma del feldmaresciallo Wilhelm Keitel. Tale atto concludeva la seconda guerra mondiale in Europa. Dal 1945 al 1949 fu sede del comando militare sovietico a Berlino.
Nel 1967, le autorità della DDR e dell'URSS istituirono il 'Museo della resa incondizionata della Germania fascista nella grande guerra patriottica del 1941-1945'. Inizialmente il museo fu aperto soltanto ai membri dell'esercito sovietico, ma successivamente fu aperto al pubblico.
Dopo l'riunificazione tedesca del 3 ottobre 1990 e il ritiro delle truppe sovietiche, si accese una discussione sull'eventualità di mantenere o chiudere il museo. Una commissione di esperti tedeschi e poi russi, (composta da politici, militari, storici e archivisti) fu nominata per decidere il destino del museo. La commissione iniziò i lavori il 14 aprile 1991 e nell'ottobre del 1992 concepirono una nuova linea per la continuazione e la rivalutazione del museo. Il nuovo museo è stato inaugurato al pubblico il 10 maggio 1995.

## Interno

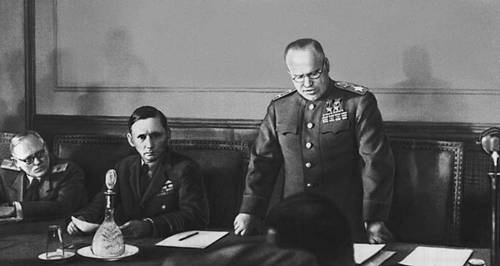
Žukov legge la capitolazione

All'interno il museo è suddiviso in due piani, nel piano superiore sono presenti numerosi documenti fotografici e storici. Sono inoltre esposte armi, divise sia tedesche che sovietiche. I contenuti multimediali sono numerosi. Nel piano inferiore è presente un diorama della battaglia di Berlino con l'assalto finale al palazzo del Reichstag. È possibile visitare la sala dove il feldmaresciallo Wilhelm Keitel, firmò con i rappresentanti delle potenze vincitrici Žukov, Spaatz, Tedder e de Lattre la resa incondizionata della Germania l'8 maggio 1945. È inoltre possibile visitare lo studio del maresciallo Žukov che dopo la firma della resa fu nominato comandante delle truppe sovietiche in Germania. Tutte le didascalie agli oggetti e i documenti sono in lingua tedesca e russa, è possibile richiedere al momento dell'ingresso una guida in inglese del museo. La visita al museo è gratuita.

## Galleria interna

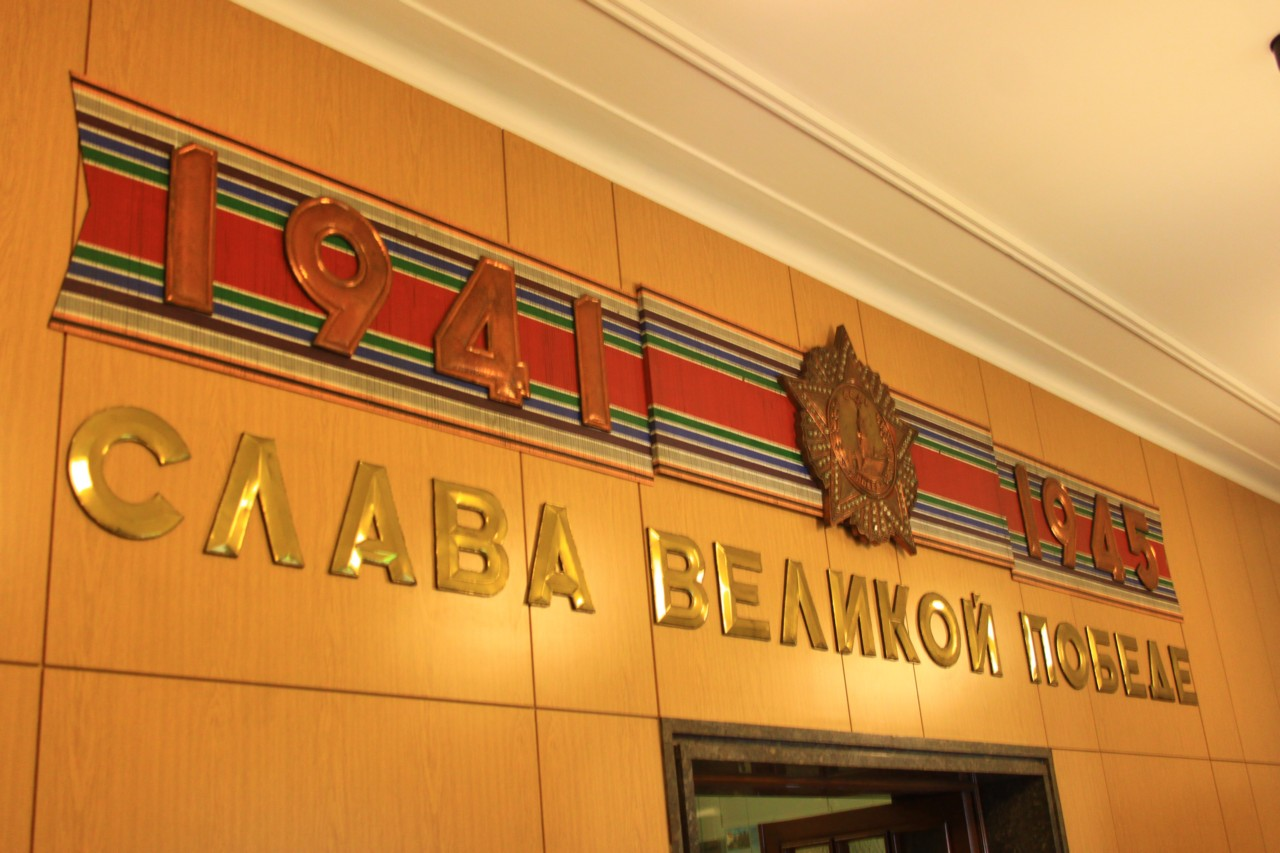
Entrata del Museo
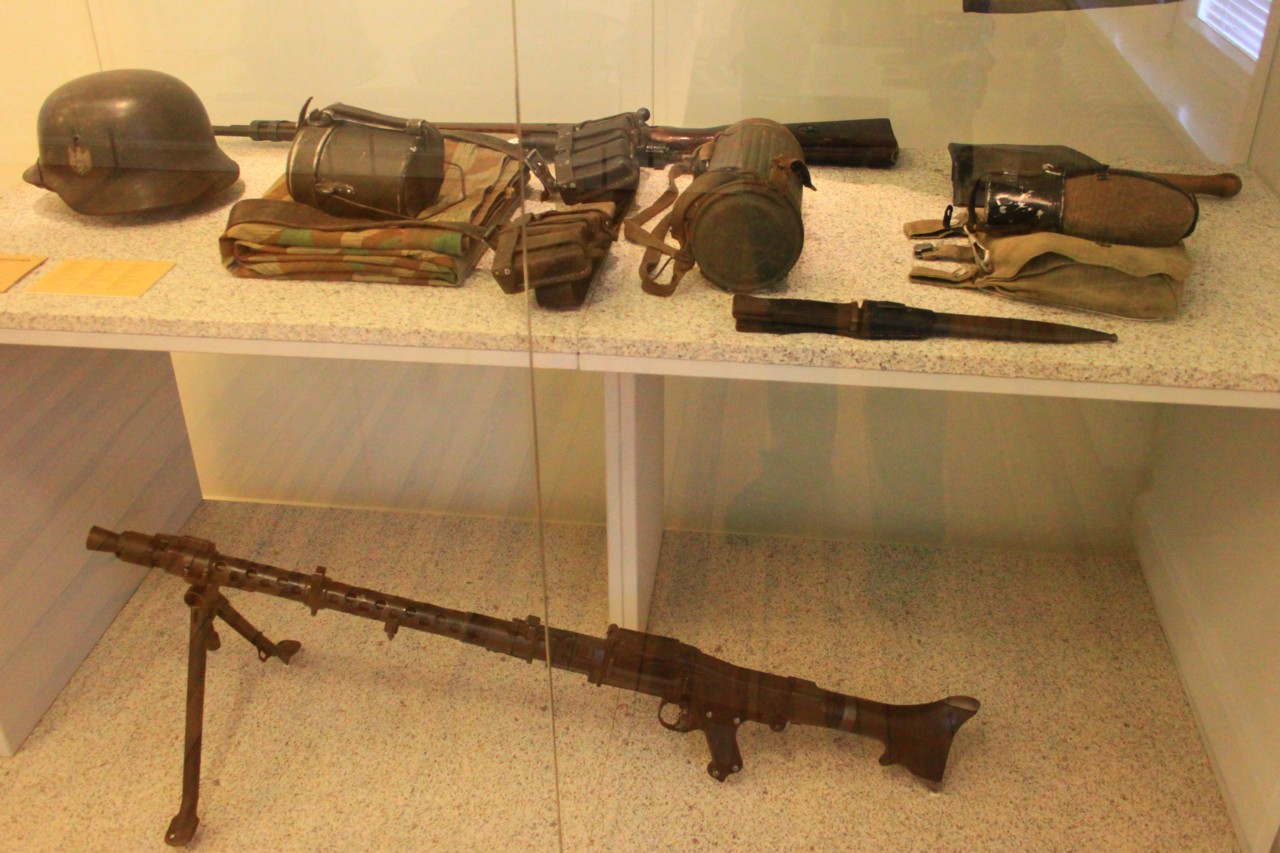
Attrezzature tedesche e un MG 34
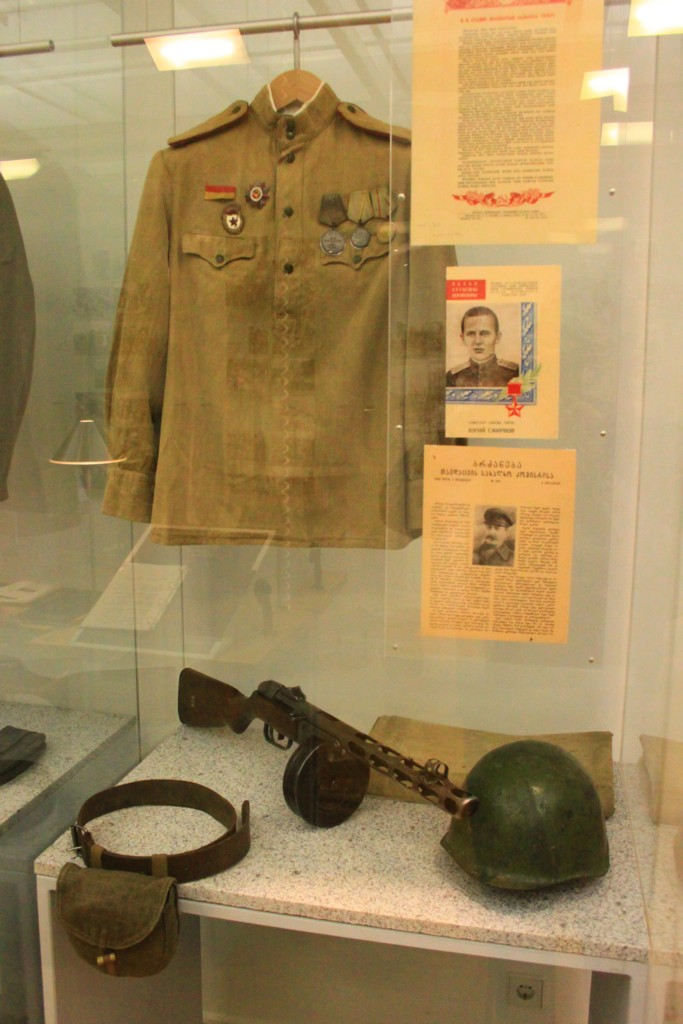
Attrezzature sovietiche
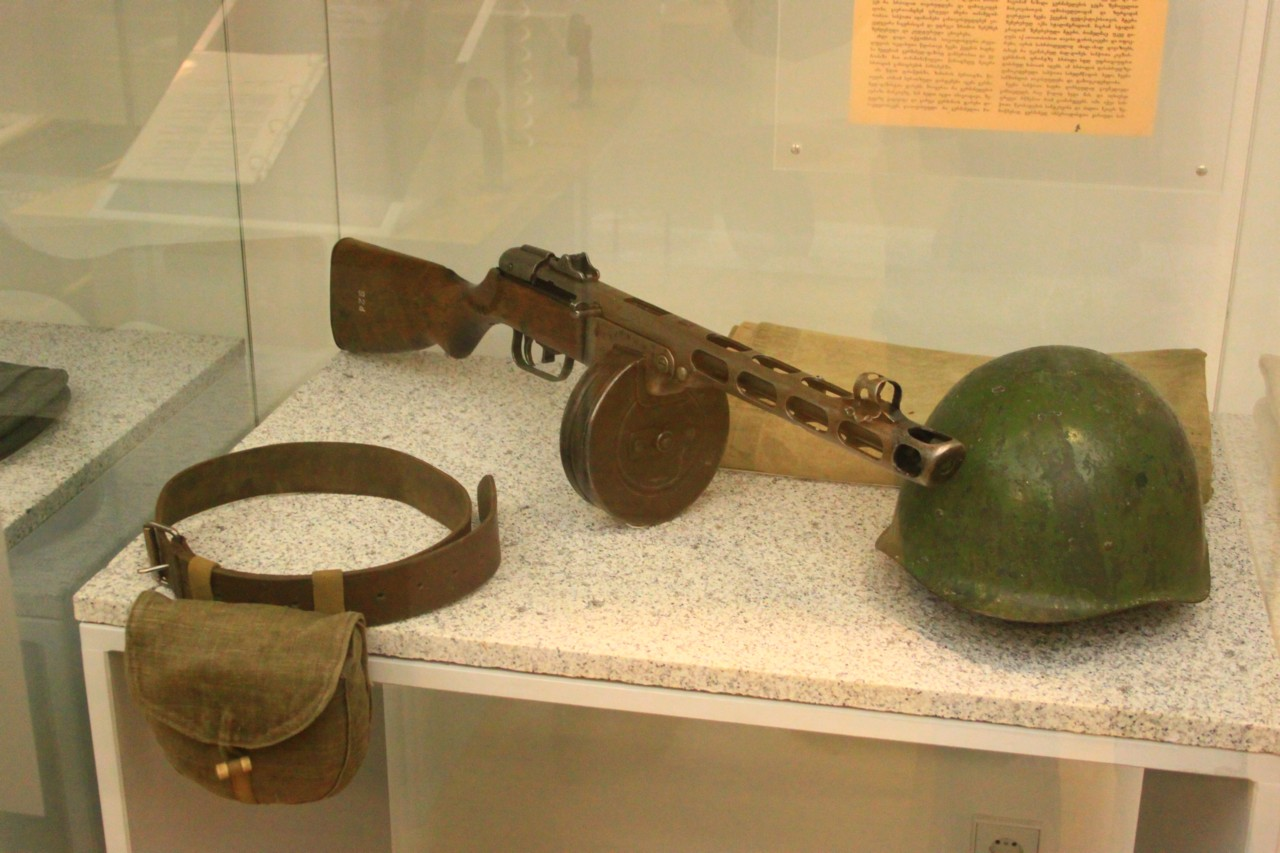
Fucile mitragliatore ed elmetto dell'Armata Rossa
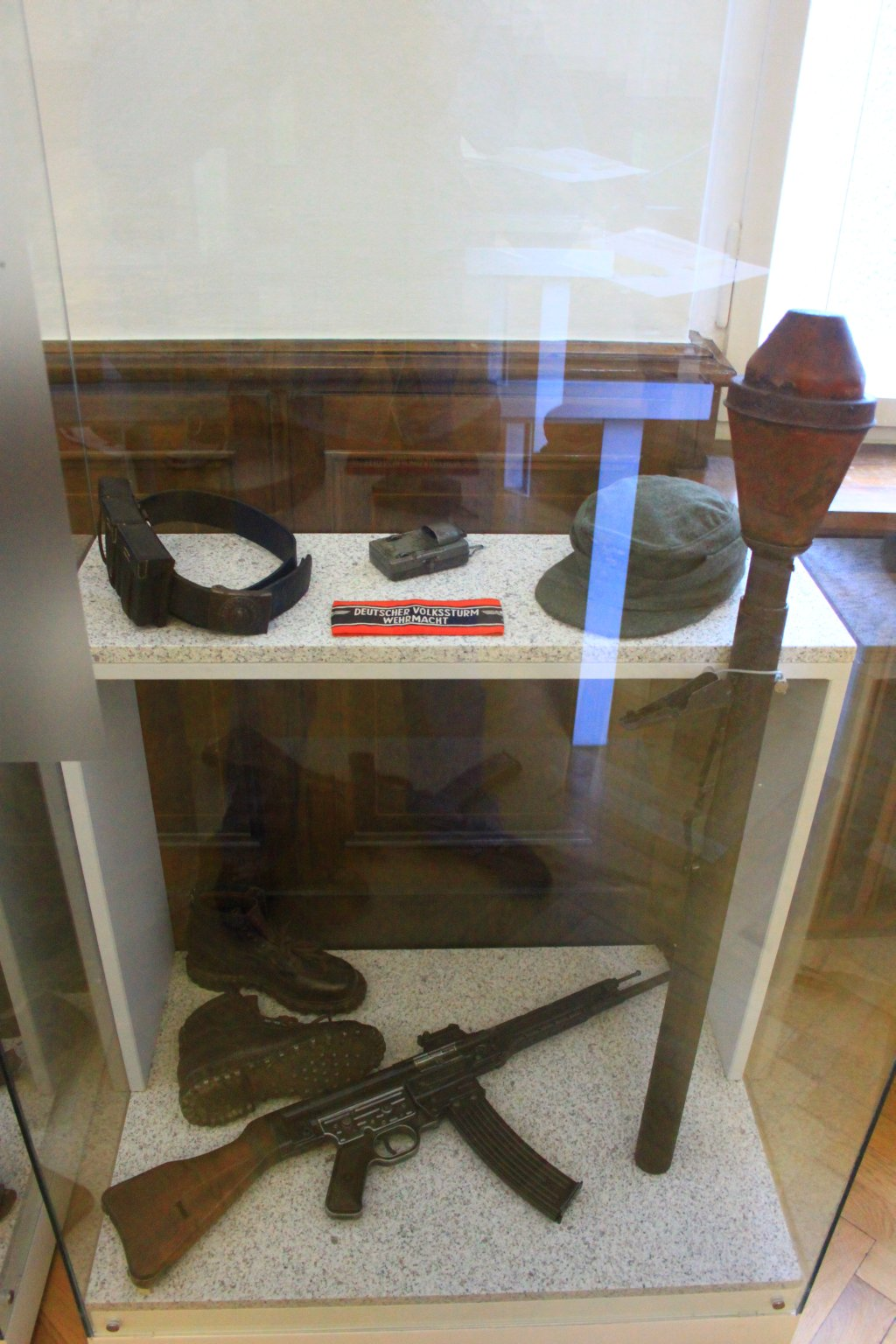
Attrezzature tedesche e Panzerfaust
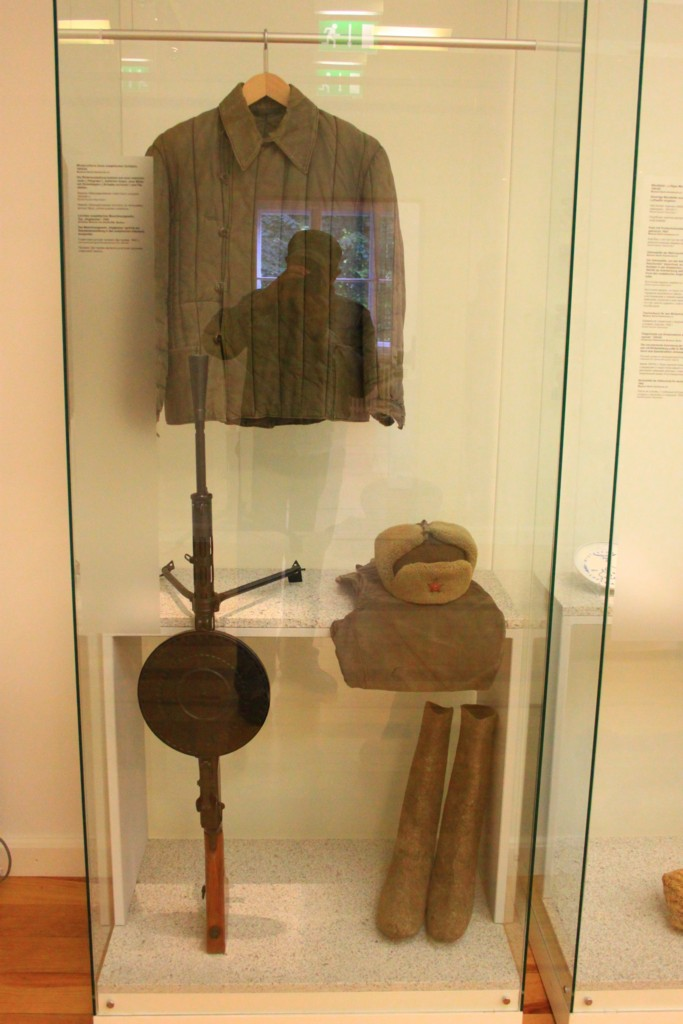
Attrezzature da neve sovietiche
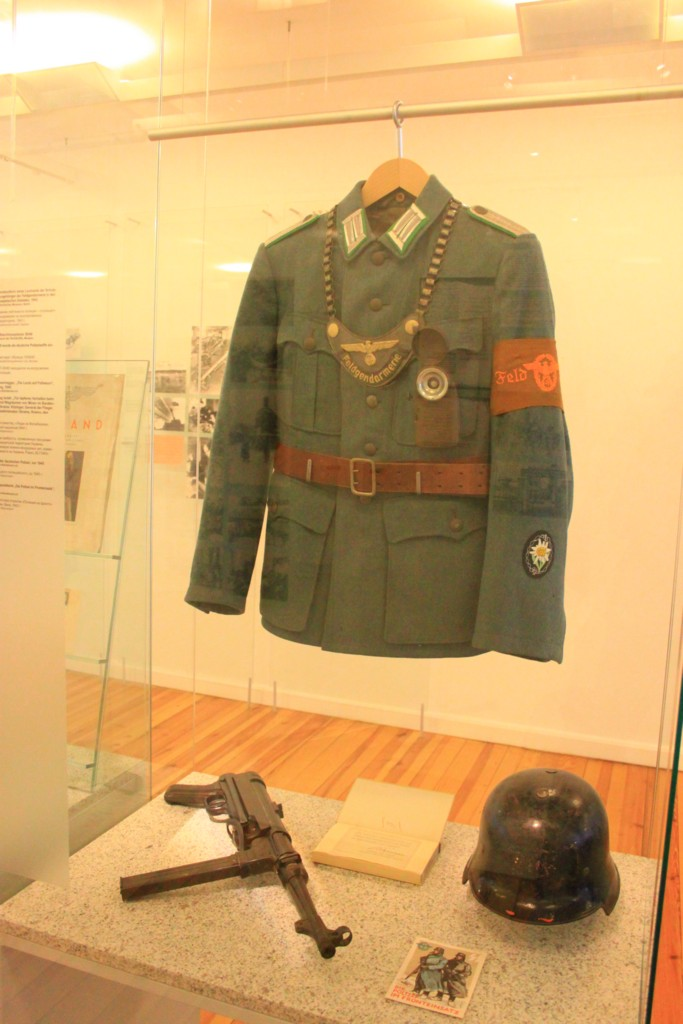
Divisa polizia militare tedesca feldgendarmerie con elmetto e mitragliatore
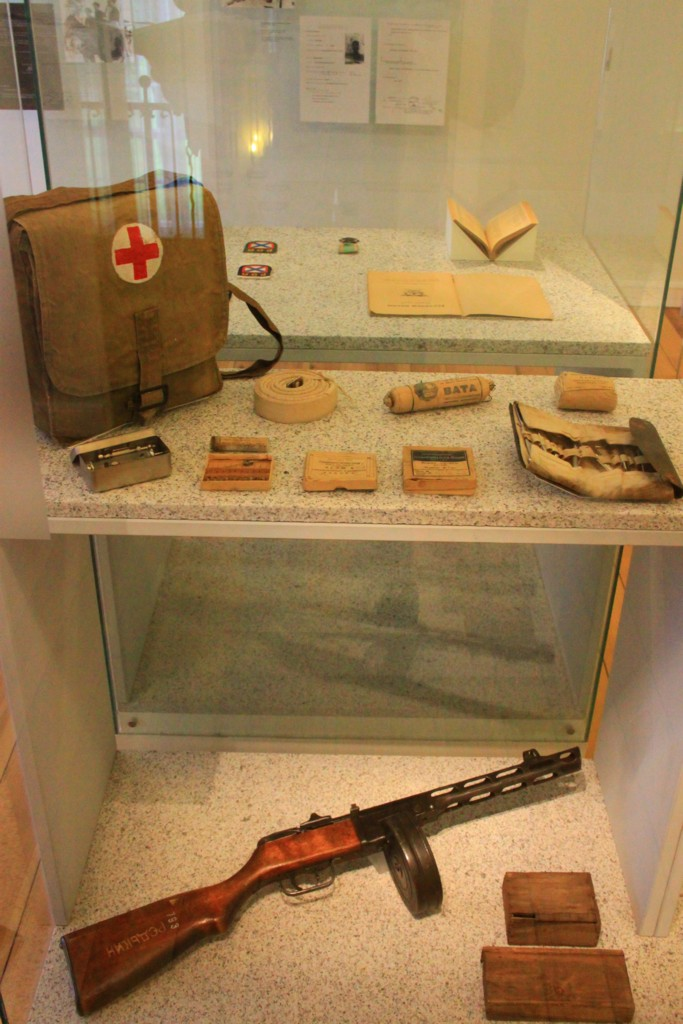
Attrezzature e mitragliatrice sovietiche
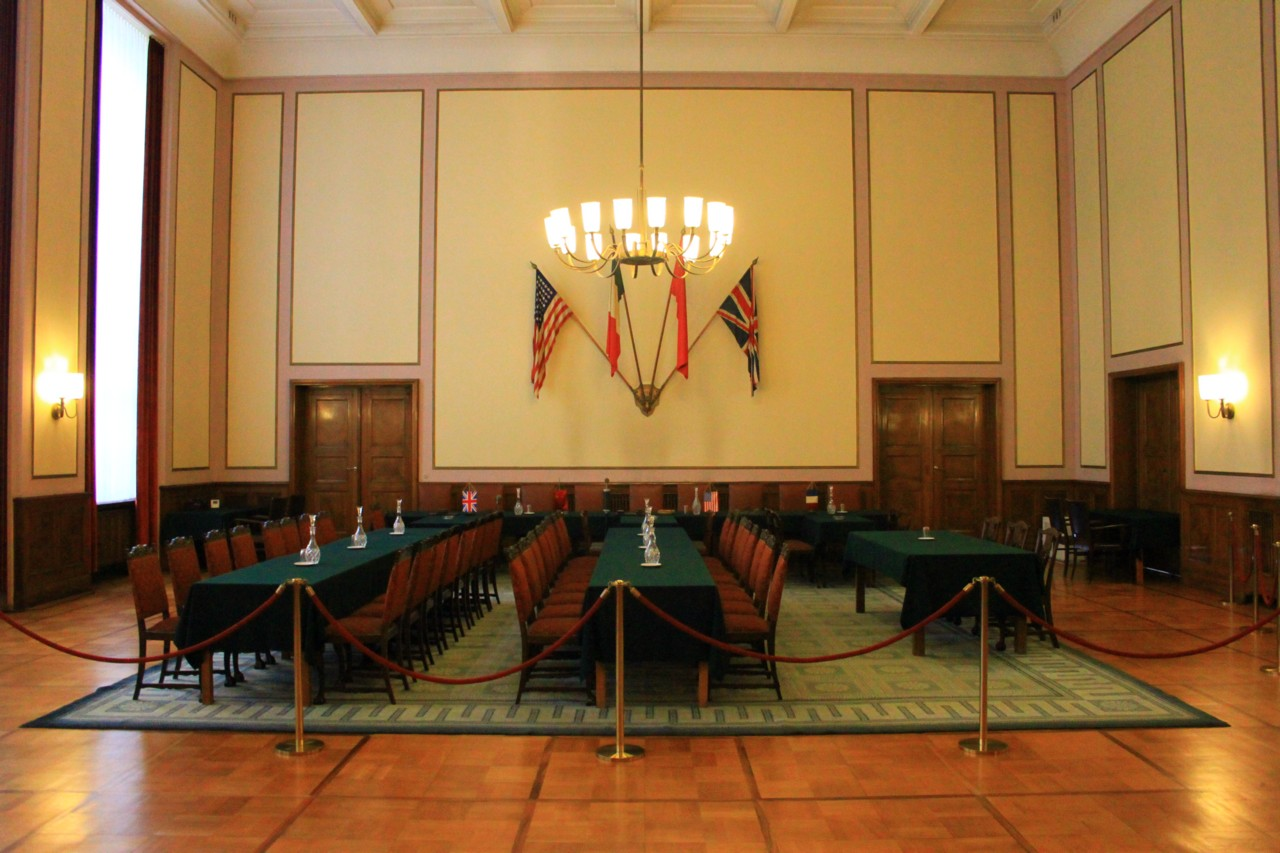
Sala della firma della resa incondizionata dell'8 maggio 1945
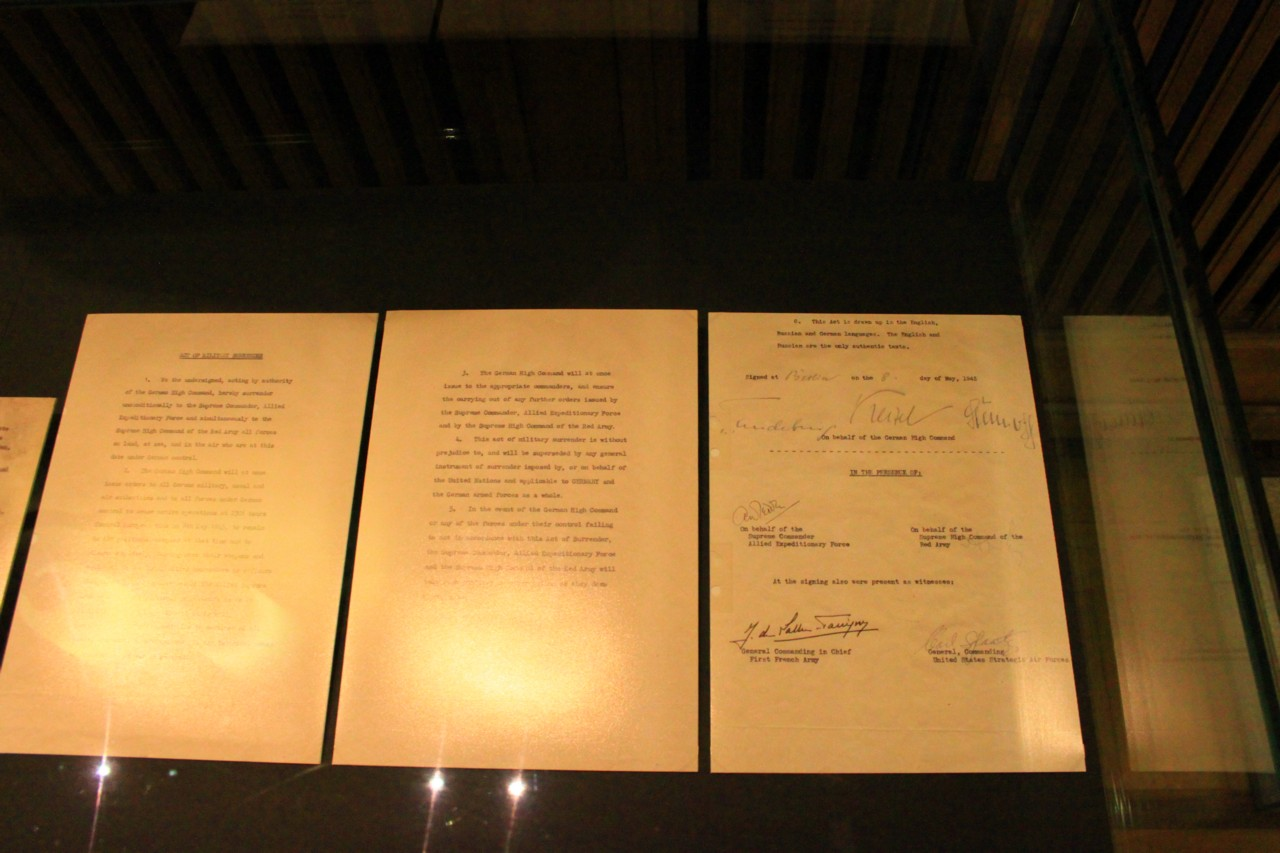
Atto originale di resa incondizionata dell'8 maggio 1945
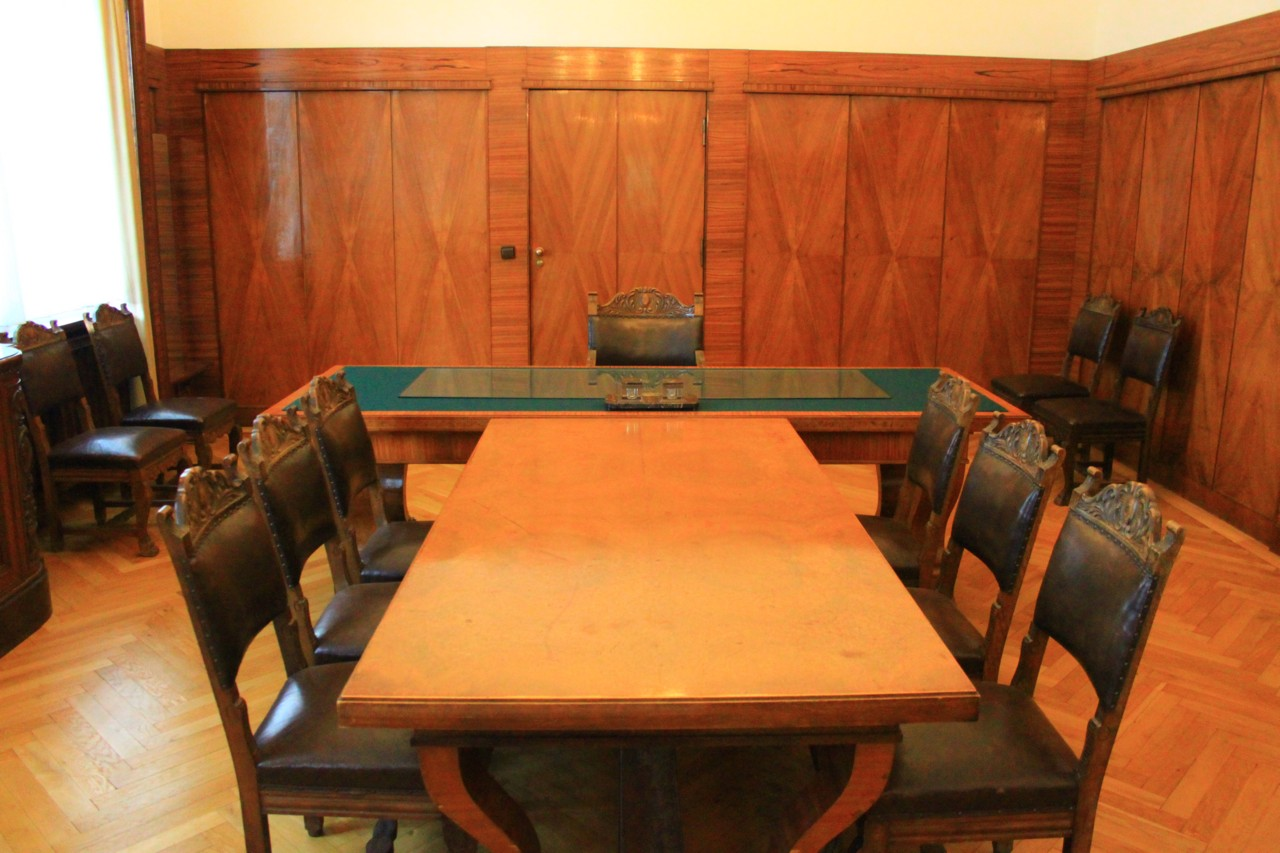
Studio del Maresciallo Žukov
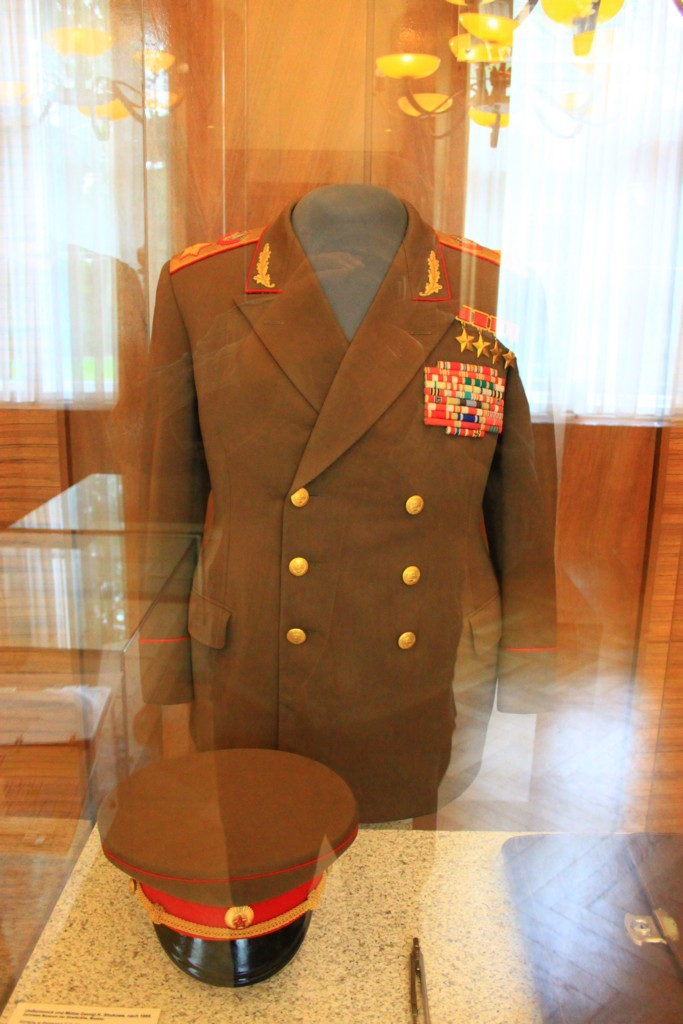
Divisa del Maresciallo Žukov

## Esterno
All'esterno del museo sono esposti alcuni mezzi corazzati utilizzati dai sovietici durante le operazioni militari della seconda guerra mondiale.

## Galleria esterna

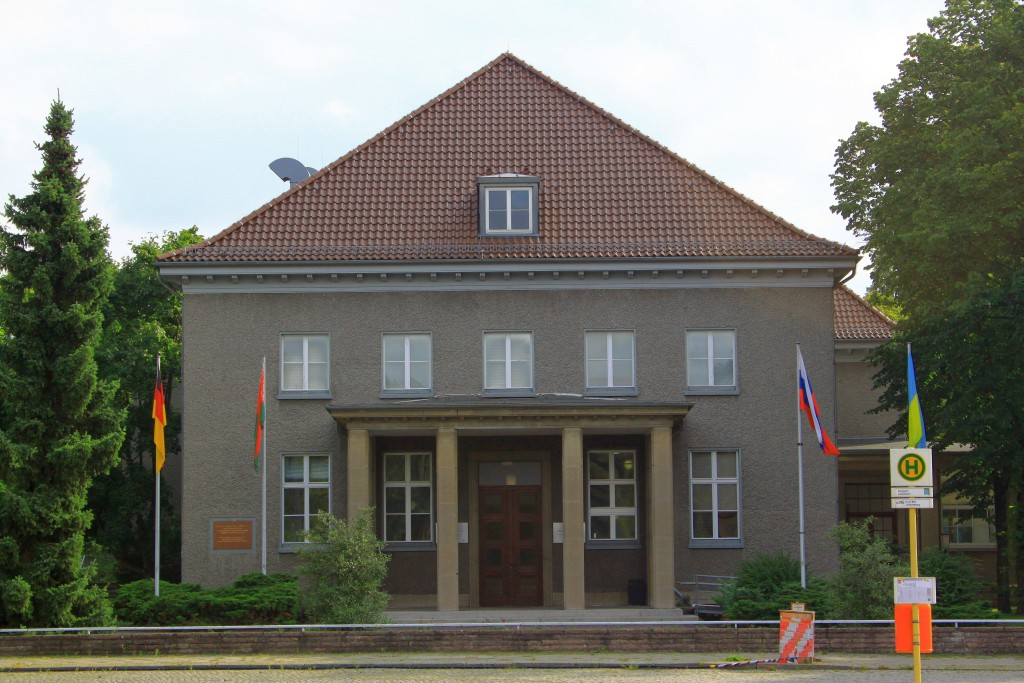
Il Museo
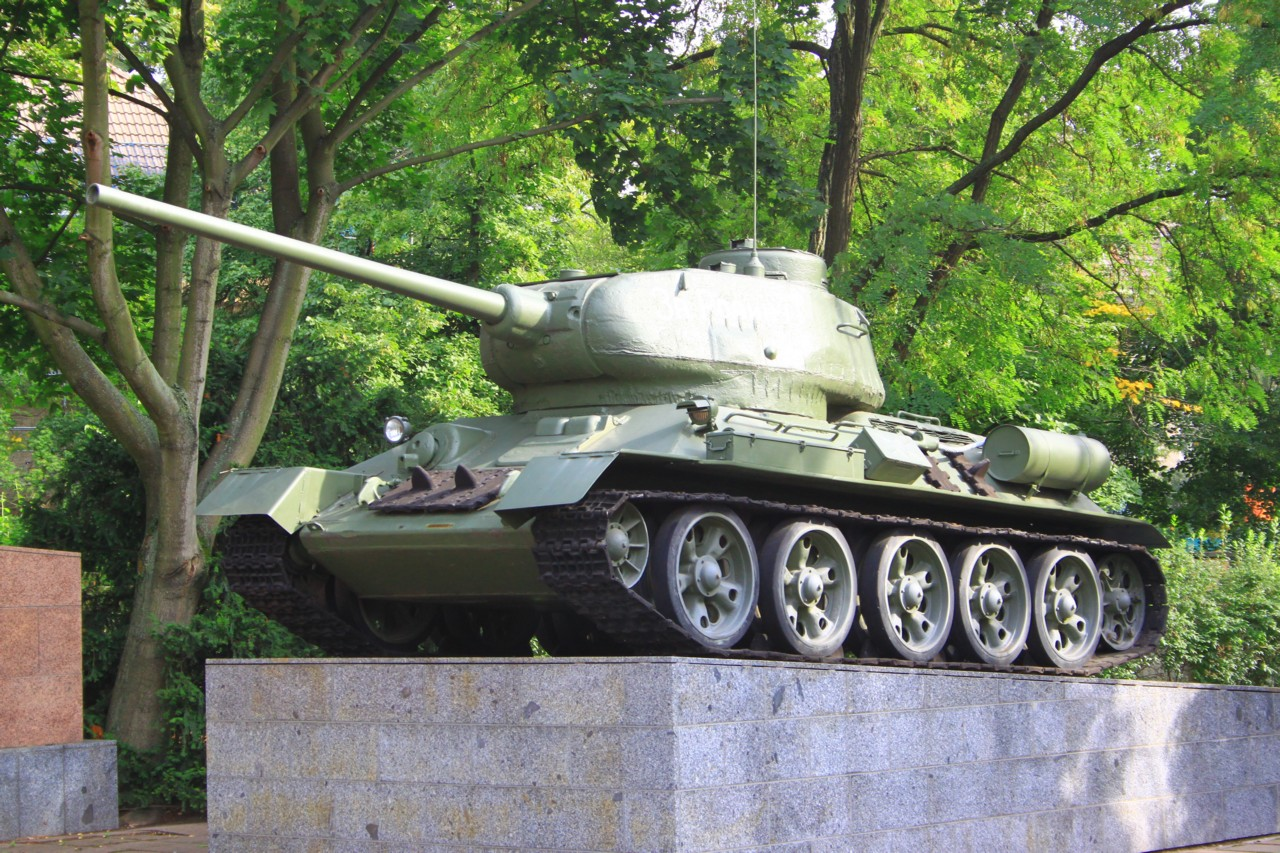
T-34 sovietico
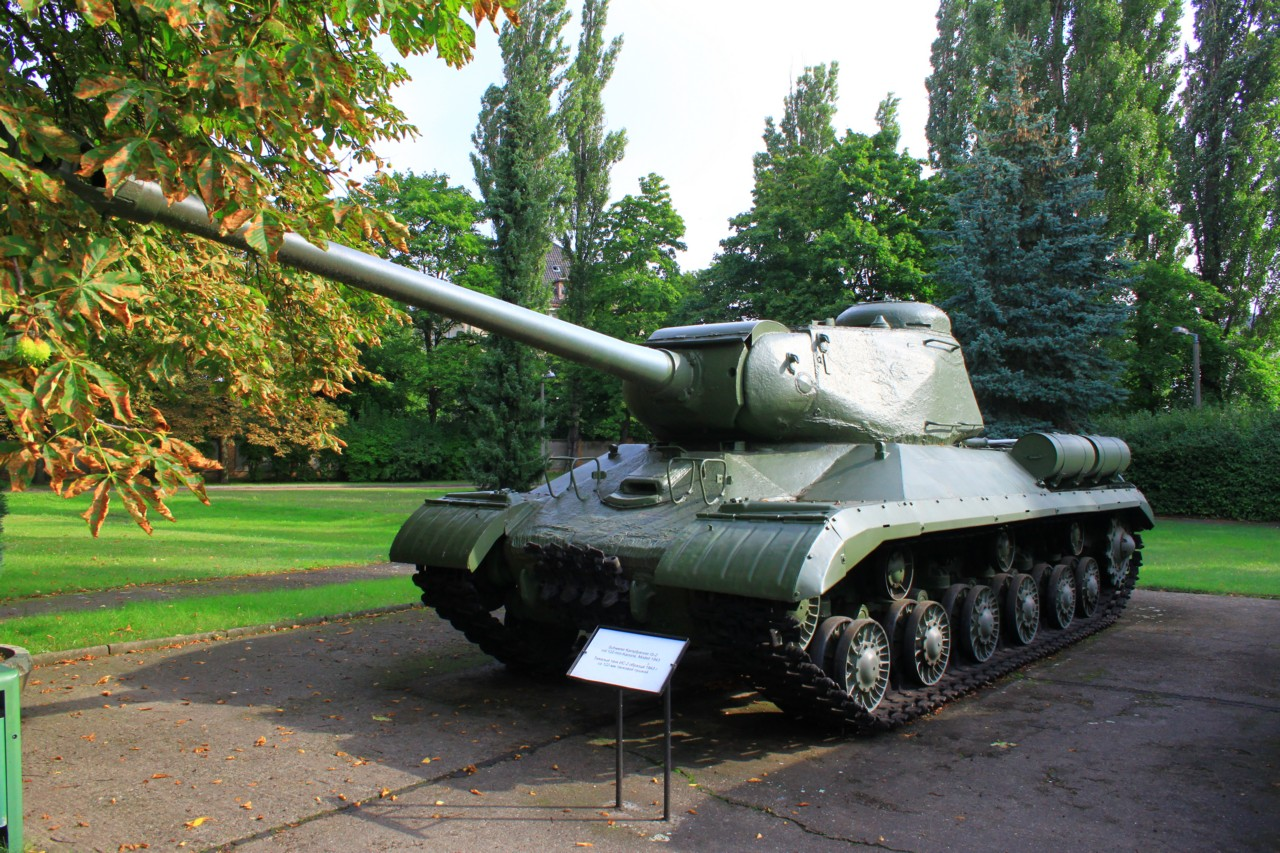
Carro IS2 sovietico
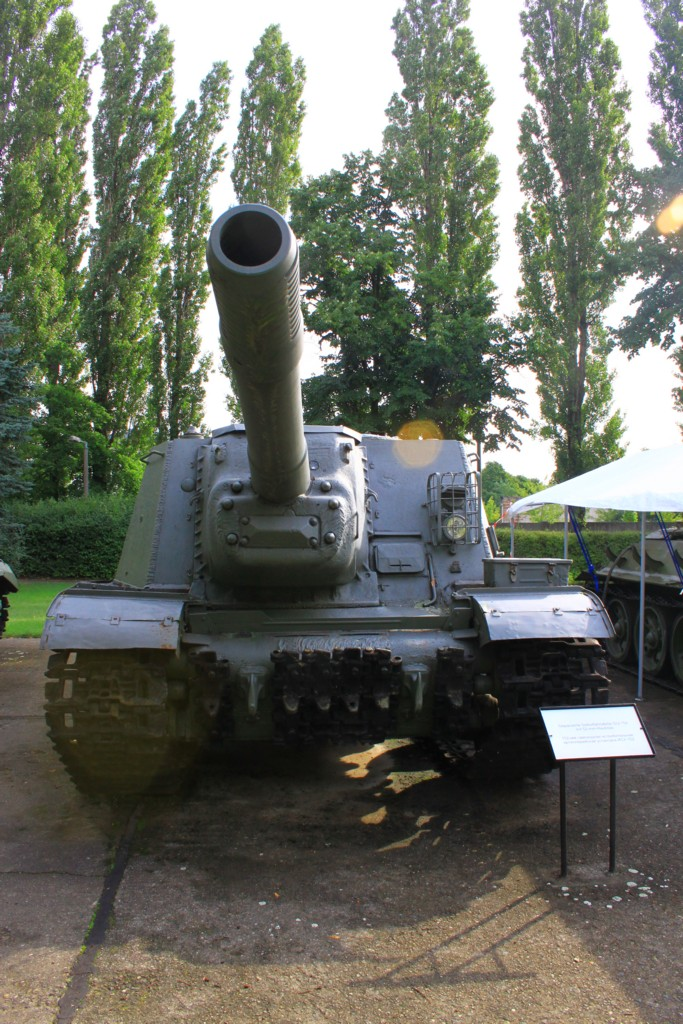
Carro ISU-152 sovietico
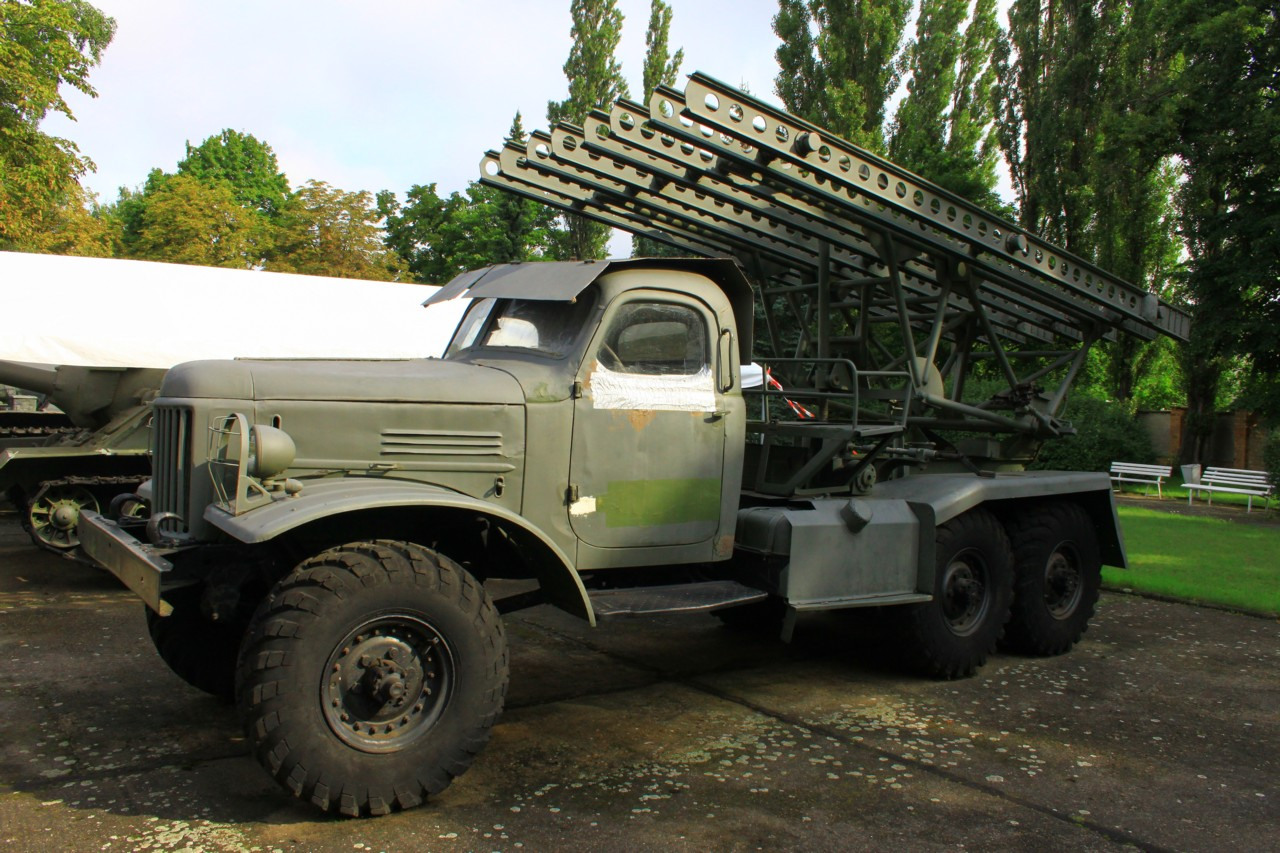
Autocarro Katjuša
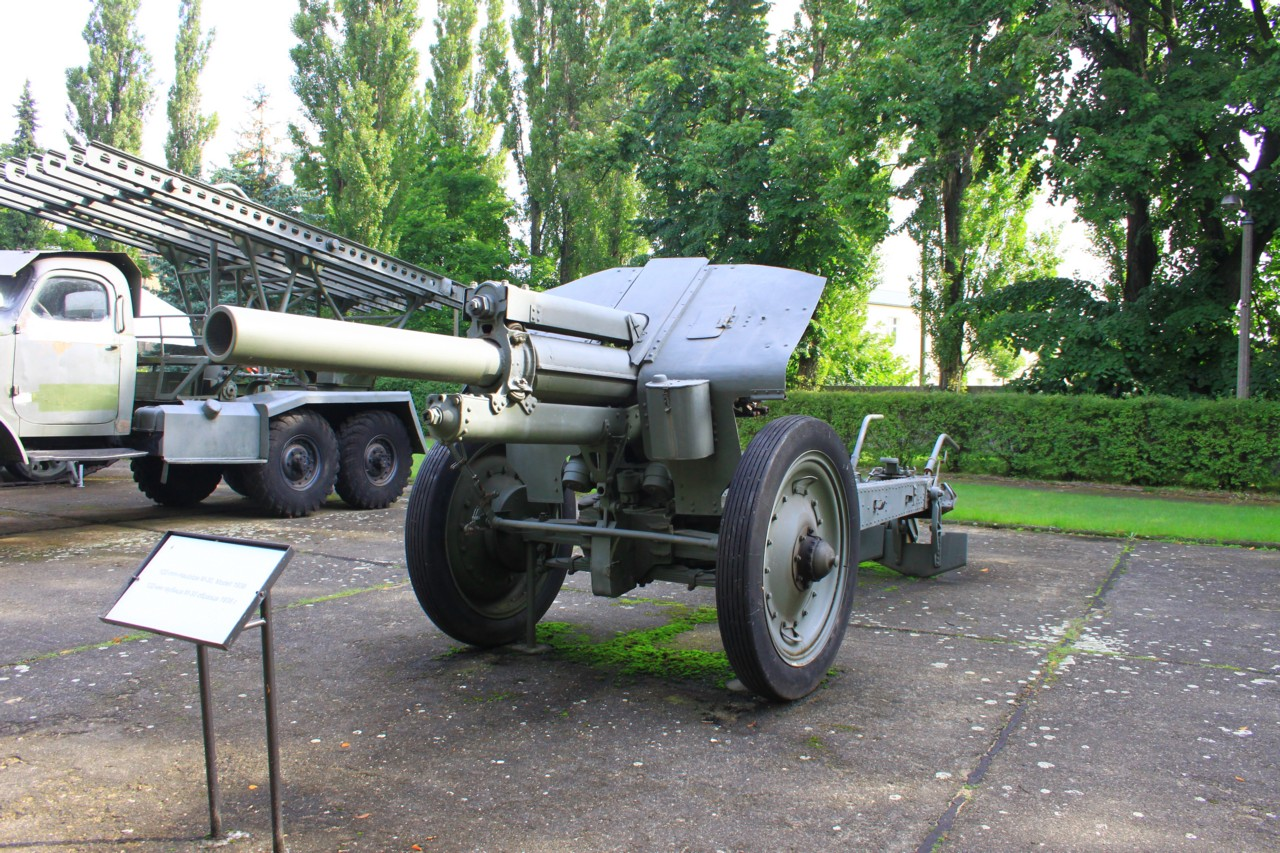
Cannone sovietico
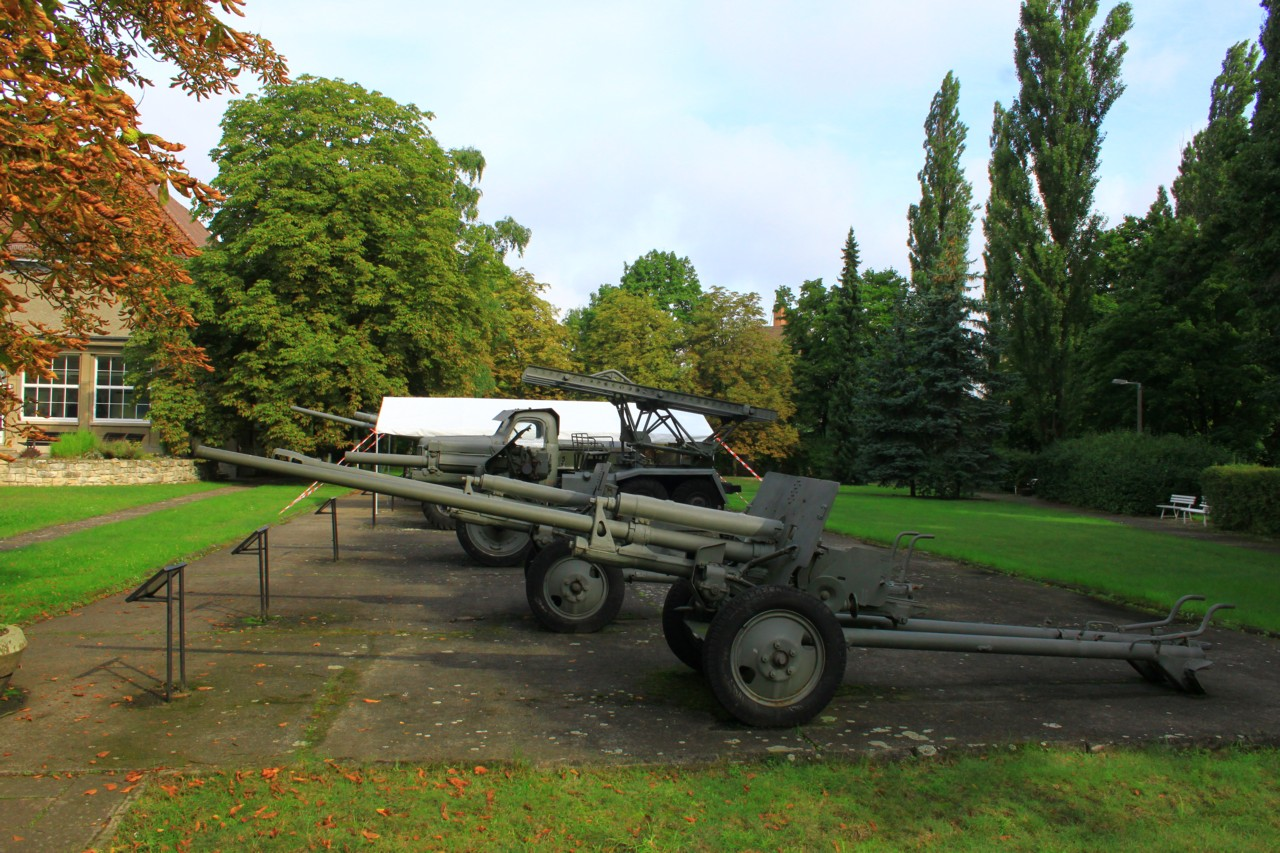
Esterno museo